# Alchemilla imberbis
Alchemilla imberbis är en rosväxtart som beskrevs av Sergei Vasilievich Juzepczuk. Alchemilla imberbis ingår i släktet daggkåpor, och familjen rosväxter. Inga underarter finns listade i Catalogue of Life.